# Richard Comyn
Richard Comyn († 1178) war ein anglonormannischer Adliger, der die Familie Comyn in Schottland begründete.
Richard Comyn entstammte der anglonormannischen Familie Comyn, die Besitzungen in England besaß. Er war ein Neffe von William Comyn, der dem schottischen König David I. als Kanzler gedient hatte. Im Gefolge seines Onkels kam er nach Schottland und durfte vor 1159 Hextilda, eine Tochter von Uchtred FitzWaldeve, Lord of Tynedale und dessen Frau Bethoc heiraten. Bethoc war eine Tochter des schottischen Königs Donald III. Hextilda  wurde Erbin ihres Vaters, so dass Comyn in den Besitz von Tynedale in Northumberland kam. Er diente als Richter des schottischen Königs Wilhelm I. und konnte durch die Gunst des Königs Besitzungen in Dumfriesshire, Roxburghshire und Peeblesshire erwerben.
Sein Erbe wurde sein Sohn William Comyn. Nach seinem Tod heiratete seine Witwe um 1180 in zweiter Ehe Malcolm, Earl of Atholl.